# 菲施巴赫 (琉森州)

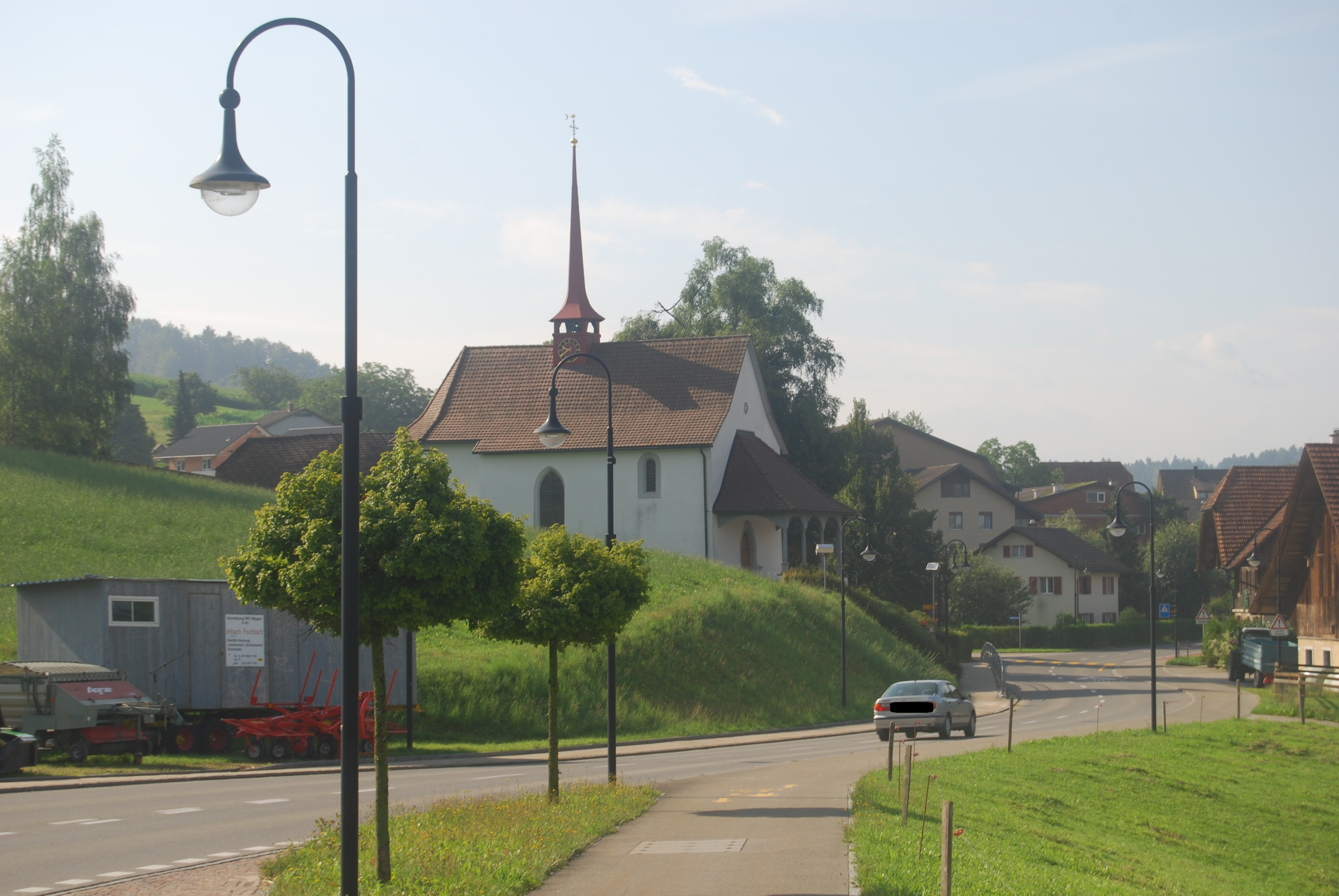

菲施巴赫是瑞士的城鎮，位於該國中部，由琉森州負責管轄，面積8.05平方公里，八成土地是農業用地，海拔高度637米，2011年人口719，人口密度每平方公里89人。